# Polarizabilitate
Polarizabilitatea se referă la tendința materiei, atunci când este supusă unui câmp electric, de a dobândi un moment de dipol electric proporțional cu câmpul aplicat. Este o proprietate a particulelor cu sarcină electrică. Atunci când sunt supuși unui câmp electric, electronii încărcați negativ și nucleele atomice încărcate pozitiv sunt supuși unor forțe opuse și suferă o separare de sarcină. Polarizabilitatea este responsabilă de constanta dielectrică a unui material și, la frecvențe înalte (optice), de indicele de refracție al acestuia.

## Expresie
Polarizabilitatea unui atom sau a unei molecule se definește ca fiind raportul dintre momentul de dipol indus al acestuia și câmpul electric local; într-un solid cristalin, se consideră momentul de dipol pentru o celulă primitivă.
Polarizabilitatea {\displaystyle \alpha } într-un mediu izotrop este definită ca fiind raportul dintre momentul de dipol indus {\displaystyle {\boldsymbol {p}}} al unui atom la câmpul electric {\displaystyle {\boldsymbol {E}}} care produce acest moment de dipol:
{\displaystyle \alpha ={\frac {||{\boldsymbol {p}}||}{||{\boldsymbol {E}}||}}}
Unitatea de măsură în Sistemul Internațional este C·m2·V−1 = A2·s4·kg−1, iar unitatea CGS este cm3.